# Charinidae
Charinidae là một họ Arachnida trong bộ Amblypygi. Họ này có ba chi.

## Các chi
Có 3 chi trong họ Charinidae.
- Catageus
- Charinus
- Sarax

## Các loài
- Catageus pusillus Thorell, 1889
- Charinus abbatei Delle Cave, 1986
- Charinus acaraje Pinto-da-Rocha, Machado and Weygoldt, 2002
- Charinus acosta (Quintero, 1983)
- Charinus africanus Hansen, 1921
- Charinus asturias Pinto-da-Rocha, Machado and Weygoldt, 2002
- Charinus australianus (L. Koch, 1867)
- Charinus bengalensis (Gravely, 1911)
- Charinus bordoni (Ravelo, 1975)
- Charinus brasilianus Weygoldt, 1972
- Charinus bromeliaea Joque & Giupponi, 2012[3]
- Charinus bruneti Teruel and Questel, 2011
- Charinus camachoi (González-Sponga, 1998)
- Charinus caribensis (Quintero, 1986)
- Charinus centralis Armas and -vila Calvo, 2000
- Charinus cubensis (Quintero, 1983)
- Charinus decu (Quintero, 1983)
- Charinus dhofarensis Weygoldt, Pohl and Polak, 2002
- Charinus dominicanus Armas and González, 2002
- Charinus eleonorae Baptista and Giupponi, 2003
- Charinus fagei Weygoldt, 1972
- Charinus gertschi Goodnight & Goodnight, 1946
- Charinus insularis Banks, 1902
- Charinus ioanniticus (Kritscher, 1959)
- Charinus jibaossu Vasconcelos, Giupponi and Ferreira, 2014
- Charinus koepckei Weygoldt, 1972
- Charinus madagascariensis Fage, 1954
- Charinus milloti Fage, 1939
- Charinus montanus Weygoldt, 1972
- Charinus muchmorei Armas and Teruel, 1997
- Charinus mysticus Giupponi and Kury, 2002
- Charinus neocaledonicus Simon, 1895
- Charinus omanensis Delle Cave, Gardner and Weygoldt, 2009
- Charinus pakistanus Weygoldt, 2005
- Charinus papuanus Weygoldt, 2006
- Charinus pardillalensis (González-Sponga, 1998)
- Charinus pecki Weygoldt, 2006
- Charinus perezassoi Armas, 2010
- Charinus pescotti Dunn, 1949
- Charinus platnicki (Quintero, 1986)
- Charinus potiguar Vasconcelos, Giupponi and Ferreira, 2013
- Charinus quinteroi Weygoldt, 2002
- Charinus schirchii (Mello-Leitão, 1931)
- Charinus seychellarum Kraepelin, 1898
- Charinus socotranus Weygoldt, Pohl and Polak, 2002
- Charinus stygochthobius Weygoldt and Van Damme, 2004
- Charinus tomasmicheli Armas, 2007
- Charinus troglobius Baptista and Giupponi, 2002
- Charinus tronchonii (Ravelo, 1975)
- Charinus vulgaris Miranda and Giupponi, 2011
- Charinus wanlessi Simon, 1892
- Sarax brachydactylus Simon, 1892
- Sarax buxtoni (Gravely, 1915)
- Sarax cochinensis (Gravely, 1915)
- Sarax davidovi Fage, 1946
- Sarax javensis (Gravely, 1915)
- Sarax mediterraneus Delle Cave, 1986
- Sarax rimosus (Simon, 1901)
- Sarax sarawakensis (Thorell, 1888)
- Sarax singaporae Gravely, 1911
- Sarax willeyi Simon, 1892